# Cyberespace
Pour le jeu de rôle, voir Cyberspace.
 (décembre 2018).
Si vous disposez d'ouvrages ou d'articles de référence ou si vous connaissez des sites web de qualité traitant du thème abordé ici, merci de compléter l'article en donnant les références utiles à sa vérifiabilité et en les liant à la section « Notes et références ».

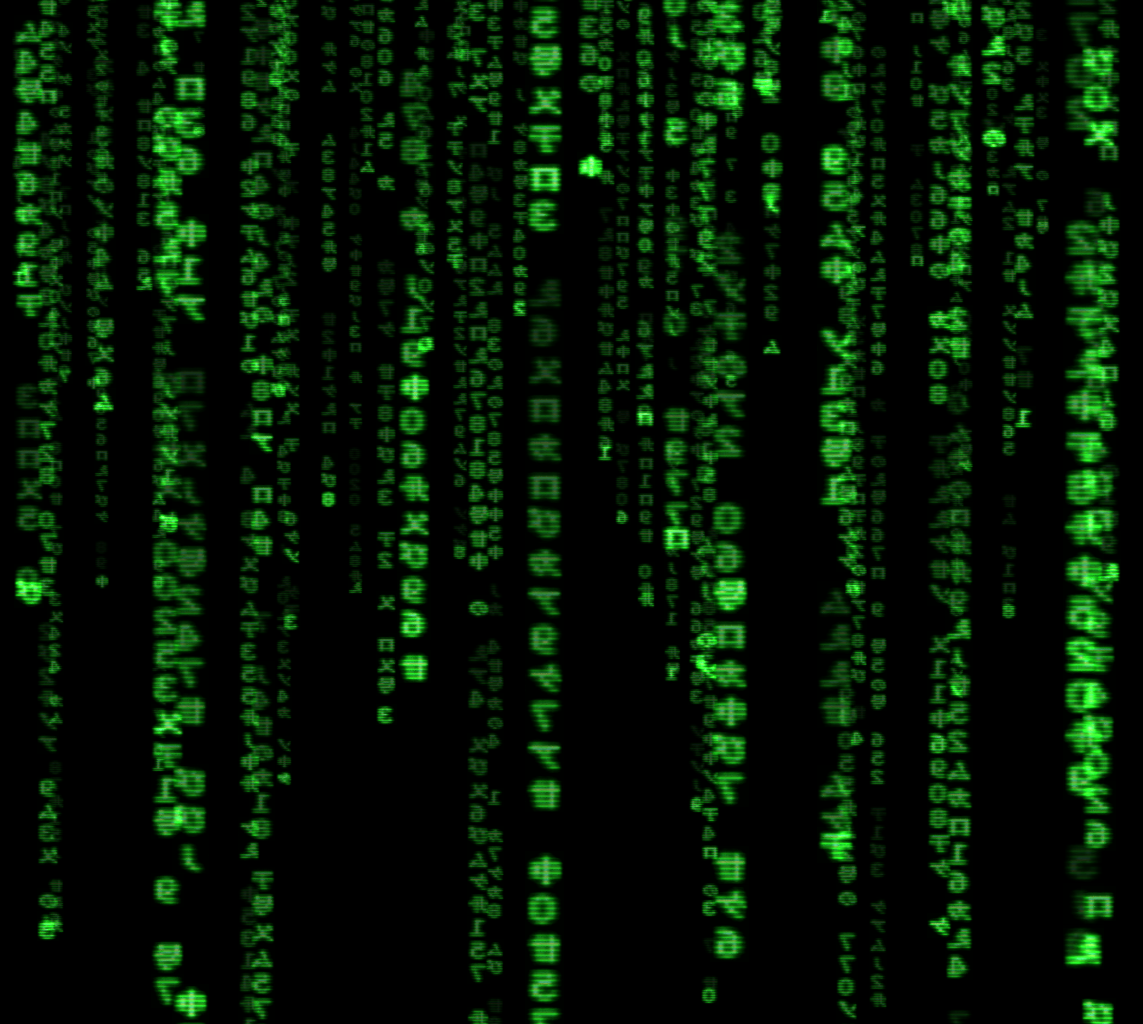
Représentation du cyberespace dans le film Matrix.

Le terme cyberespace désigne, d’après le Petit Robert, un « Espace de communication créé par l'interconnexion mondiale des ordinateurs et par les données qui y sont traitées ; espace, milieu dans lequel naviguent les internautes. ». Il est dérivé de l'anglais cyberspace (contraction des termes Cybernétique et Espace), néologisme également considéré comme un buzzword, qui est apparu, au début des années 1980, dans une nouvelle de William Gibson.

## Historique

### Le cyberespace dans l’œuvre de William Gibson
La première occurrence du terme cyberespace dans l’œuvre de William Gibson se trouve dans sa nouvelle Burning Chrome (en français : Gravé sur Chrome), publiée en juillet 1982 dans la revue Omni. Il l'emploie alors déjà comme un synonyme du terme « matrice ». C'est également dans cette nouvelle qu'il en donne une première définition : « (…) La matrice est une représentation abstraite des relations entre les systèmes de données. Les programmateurs (sic) légitimes se branchent sur le secteur de leur employeur dans la matrice pour se retrouver entourés de structures géométriques brillantes représentatives des données de l'entreprise. Leurs tours et leurs champs s'alignaient dans le non-espace incolore de la matrice de simulation, l'hallucination consensuelle électronique qui facilite les manipulations et l'échange d'énormes quantités de données. Les programmes légitimes ne voient jamais les murs de glace derrière lesquelles ils travaillent, les murs d'ombre qui protègent leurs opérations des regards indiscrets, des artistes de l'espionnage industriel et des pirates comme Boby Quine ». William Gibson décrit également le concept dans son premier roman de science-fiction, Neuromancien, où il le définit comme : « une hallucination consensuelle vécue quotidiennement en toute légalité par des dizaines de millions d'opérateurs, dans tous les pays, par des enfants à qui des concepts mathématiques sont ainsi enseignés… une représentation graphique de données extraites des mémoires de tous les ordinateurs du système humain »,.

### Une notion influente dans les œuvres de science-fiction ultérieures
Depuis, le cyberespace est devenu un thème commun de la science-fiction repris par de nombreux auteurs, par exemple Dan Simmons en 1991, sous le nom d'Infosphère. Cependant, des auteurs comme Aldous Huxley (Le Meilleur des mondes, en 1931) ou encore George Orwell (1984, en 1949) abordaient déjà ces sujets sans les nommer.
Pour Pierre Lévy, auteur de L'Intelligence collective : Pour une anthropologie du cyberespace : « le cyberespace y désigne l'univers des réseaux numériques comme lieu de rencontres et d'aventures, enjeu de conflits mondiaux, nouvelle frontière économique et culturelle. […] Le cyberespace désigne moins les nouveaux supports de l'information que les modes originaux de création, de navigation dans la connaissance et de relation sociale qu'ils permettent ».

## Concept
Ramené au sens premier du mot cybernétique, le cyberespace serait l'espace qui mène l'information. Il est composé d'une multitude de protocoles de communication.
Le mot est devenu de facto un synonyme d'Internet puis du World Wide Web popularisé par les écrits de précurseurs comme Hakim Bey, Bruce Sterling ou John Perry Barlow. Il s'agit donc d'un espace de communication créé par l'interconnexion mondiale des ordinateurs, ce qui peut alors donner naissance à des concepts d'espace virtuel, tel que les communautés virtuelles.
L'ANSSI définit le Cyberespace comme un espace constitué d'infrastructures interconnectées qui reposent sur les technologies de l'information

### Espace
- Ubiquité : la communication peut être établie vers ou reçue de n’importe où et à tout moment. Deux personnes peuvent communiquer, quelle que soit la distance qui les sépare. Cette notion est aussi reliée à celle d’interfaces, réparties ou diffuses ;
- Réalité : malgré la richesse et même la dissolution des interfaces, l’autre semble réellement « là » (toutefois ce trait est déjà présent avec le téléphone). L’impression de présence est liée à l’authenticité du contenu émotionnel. L'espace géographique s'enrichit de nouveaux attributs, du fait de l'affaiblissement de la notion de distance (temps, effort, coûts) qui résulte de l'usage du cyberespace. Le mot géocyberespace est parfois utilisé pour désigner ces évolutions[10].

### Couches
Le professeur Martin C. Libicki (en) distingue cinq couches du cyberespace : couche cognitive, couche de service, couche sémantique, couche syntaxique et couche physique.

### Temps
- Instantanéité : l’interaction à travers un environnement communicant n’introduit pas de délai supplémentaire à une interaction directe « naturelle » ;
- Mémoire : il est toujours possible de différer ou rejouer une session de communication. Cette mémoire doit être matériellement stockée quelque part dans le réseau ou chez l’utilisateur.

### Individu
- Partage de fichiers : tout étant accessible de partout, la plupart des contenus personnels peuvent être partagés. Cela implique que les données, par exemple le « profil » d’un individu, peuvent être accessibles par d’autres ; ces données sont fortement dépendantes du niveau de sécurité. La mise à disposition de tous ces contenus va du même coup les rendre hautement volatils, ce qui peut rétroagir sur la notion d’individualité ; D'ailleurs, de nombreux arnaqueurs en ligne profitent de cette accessibilité pour tenter de récolter un maximum d'informations personnelles.

## Réglementation
À la suite des attentats de Londres, la cheffe du gouvernement britannique a déclaré : « Nous devons travailler pour obtenir des réglementations du cyberespace. Il faut priver les terroristes des espaces de liberté dont il profitent en ligne. Nous avons une stratégie de contre-terrorisme robuste mais la menace devient plus fragmentée, plus difficile à combattre ».